# Lentipes
Lentipes is een geslacht van straalvinnige vissen uit de familie van grondels (Gobiidae). Het geslacht werd voor het eerst wetenschappelijk beschreven in 1861 door Albert Günther.

## Soorten
- Lentipes adelphizonus Watson & Kottelat, 2006
- Lentipes armatus Sakai & Nakamura, 1979
- Lentipes concolor Gill, 1860
- Lentipes crittersius Watson & Allen, 1999
- Lentipes dimetrodon Watson & Allen, 1999
- Lentipes kaaea Watson, Keith & Marquet, 2002
- Lentipes mindanaoensis Chen, 2004
- Lentipes multiradiatus Allen, 2001
- Lentipes rubrofasciatus Maugé, Marquet & Laboute, 1992
- Lentipes solomonensis Jenkins, Allen & Boseto, 2008
- Lentipes venustus Allen, 2004
- Lentipes watsoni Allen, 1997
- Lentipes whittenorum Watson & Kottelat, 1994